# Bánh tai heo

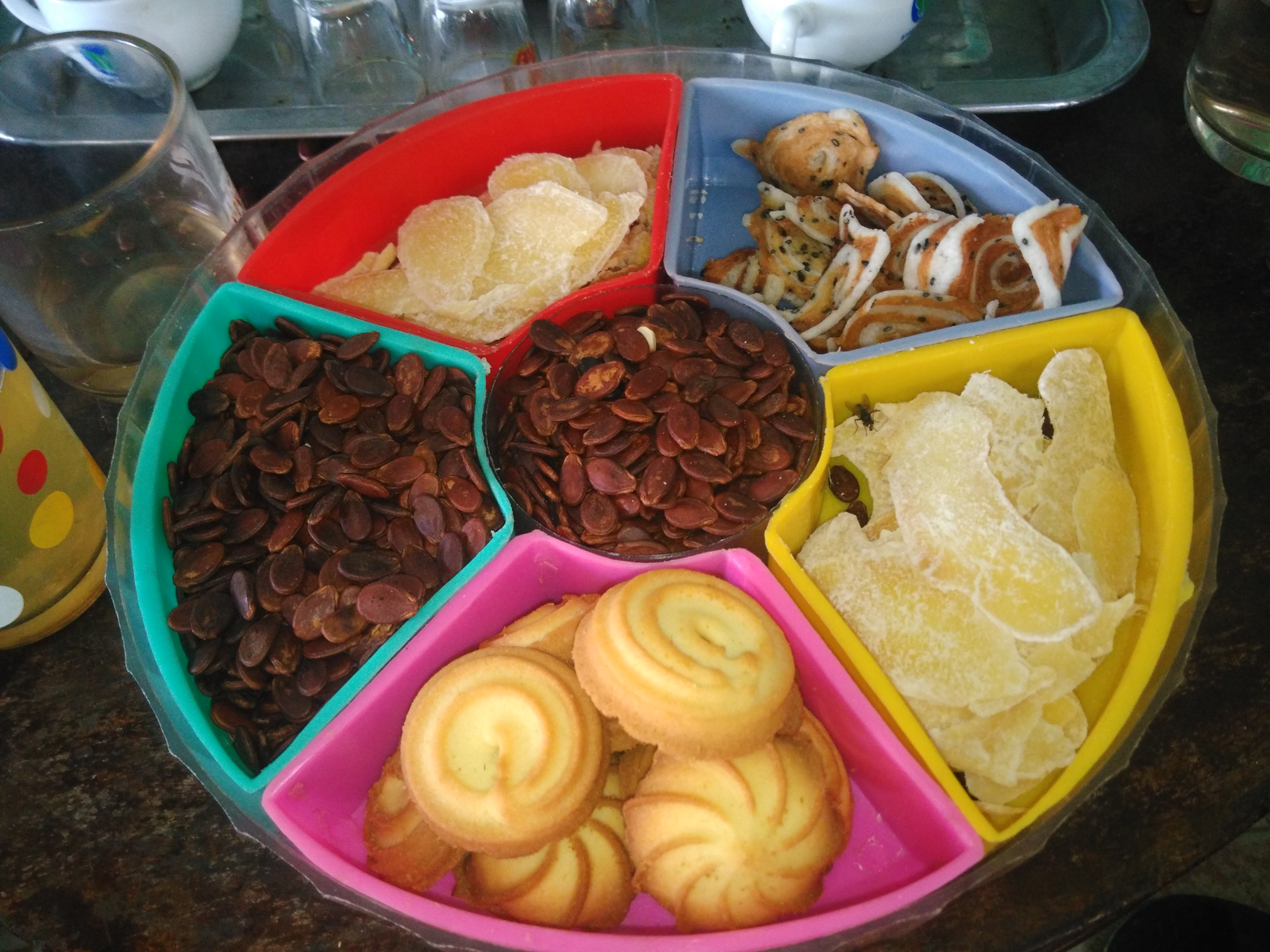
Bánh tai heo trong khay mứt ngày tết.jpg

Bánh tai heo là một loại bánh mặn của Việt Nam. Bánh có dạng lát mỏng, tròn, hình thù giống cái tai của con heo và có những đường sọc xoáy tròn đan xen giữa màu trắng sữa và màu nâu nhạt và có rắc những hạt mè. Bánh được làm từ nguyên liệu chính gồm: bột mì, đường cát, mè trắng, sữa đặc, trứng gà, bơ, vanila (để tạo mùi vị thơm ngon), dầu ăn, muối, nước... và được chế biến theo phương pháp chiên giòn. Bánh có vị mặn, vị bùi ngọt và rất dòn, khô.
Bánh được chế biến bằng phương pháp chiên. Theo đó, các thành phần như lòng trắng trứng gà, đường, bột mì sẽ được trộn đều để tạo thành một miếng bánh có màu trắng và sẽ được trộn lẫn, nhồi đều rồi cán mỏng. Các thành phần còn lại là lòng đỏ trứng gà, đường, sửa đánh nổi, bột mì, vani, bơ sẽ dùng để tạo thành miếng bánh có màu nâu, các thành phần này sẽ được trộn lẫn, nhồi đều rồi cán mỏng. Tiếp đến đặt chồng hai miếng bột (màu trắng và màu vàng) lên nhau, cuốn tròn lại xắt lát mỏng và chấm một chút mè rồi bỏ vào dầu chiên vàng.